# And Thou Shalt Trust... The Seer
And Thou Shalt Trust... The Seer es el primer álbum de estudio de la banda alemana de metal sinfónico Haggard, después de haber publicado varios demos de manera independiente. Fue lanzado bajo el sello Last Episode el 15 de octubre de 1997.

## Componentes
- Asis Nasseri - Vocalista, Voces Guturales y Guitarras
- Luz Marsen - Batería y Timbales
- Andi Nad - Bajo
- Danny Klupp - Guitarras y Guitarras Acústicas
- Karin Bodenmüller - Vocalista (Soprano)
- Sasema - Vocalista (Soprano)
- Florian Schnellinger - Vocalista (Bajo)
- Hans Wolf - Piano, Címbalo, Teclados
- Kathrin Pechlof - Arpa
- Kerstin Krainer - Violín
- Steffi Hertz - Viola
- Kathrin Hertz - Violonchelo
- Christoph V. Zastrow - Flauta
- Robert Müller - Clarinete
- Florian Bartl - Oboe
- Fiffi Fuhrmann - Cromorno

## Colaboraciones
- Schalleluja Coro de Cámara - Ulrich Hermann - Director
- Annelies Jentsch - Soprano
- Moni Hollmann - Soprano
- Deborah Kabalo - Soprano
- Helga Neumayer - Soprano
- Christine Pachmann - Soprano
- Margit Flamme - Contralto
- Henrike Schulz - Contralto
- Gudrun Tröbs - Contralto
- Gudrun Zielinski - Contralto
- Ulrich Hermann - Tenor
- Hermann F. Latka - Tenor
- Jürgen Sum - Contratenor
- Rolf V. Criegern - Bajo
- Manfred Eilers - Bajo
- Uli Francke - Bajo
- Günter Hautzinger - Bajo

## Canciones
1. Chapter I - The Day As Heaven Wept 05:47
2. Chapter II - Origin of a Crystal Soul 05:55
3. Requiem In D-Minor	 02:08
4. Chapter III - In A Pale Moon's Shadow 09:38
5. Cantus Firmus In A-Minor 02:32
6. Chapter IV - De La Morte Noire	 08:02
7. Chapter V - Lost (Robin's Song)	 04:25
8. Outro - A Midnight Gathering	 02:59